# Bothrocophias
Bothrocophias – rodzaj węży z podrodziny grzechotników (Crotalinae) w rodzinie żmijowatych (Viperidae).

## Zasięg występowania
Rodzaj obejmuje gatunki występujące w Ameryce Południowej (Kolumbia, Brazylia, Boliwia, Ekwador i Peru). 

## Systematyka

### Etymologia
Bothrocophias: gr. βοθρος bothros „rów, jama, dół”; κωφιας kōphias „wąż, żmija”.

### Podział systematyczny
Do rodzaju należą następujące gatunki: 
- Bothrocophias andianus (Amaral, 1923)
- Bothrocophias campbelli (Freire-Lascano, 1991)
- Bothrocophias colombianus (Rendahl & Vestergren, 1940)
- Bothrocophias hyoprora (Amaral, 1935)
- Bothrocophias lojanus (Parker, 1930)
- Bothrocophias microphthalmus (Cope, 1875)
- Bothrocophias myersi Gutberlet & Campbell, 2001
- Bothrocophias myrringae Angarita-Sierra, Cubides-Cubillos & Hurtado-Gómez, 2022
- Bothrocophias tulitoi Angarita-Sierra, Cubides-Cubillos & Hurtado-Gómez, 2022